# تورلون بلانک
تورلون بلانک (به لاتین: Tournelon Blanc) یک کوه در سوئیس است که در کانتون وله واقع شده‌است. تورلون بلانک ۳٬۷۰۰ متر بالاتر از سطح دریا واقع شده‌است.